# Дизајн
Дизајн је примењена уметност која настаје процесом доношења серије одлука које имају за циљ конструисање, обликовање или креирање нечега применљивог. Дизајн се обично одвија по унапред одређеном плану, идеји или замисли. Сврха дизајна је реализација плана или идеје који могу бити узроковани потребом да се реши одређен проблем. Због тога се процес дизајна често дефинише и као процес решавања проблема. Особа која се бави дизајном зове се дизајнер. Када се говори од дизајну неког производа, предмета или објекта, обично се под дизајном сматра аранжман или конфигурација појединачних компоненти који чине целину производа, предмета или објекта. Реч дизајн има коријен у латинским ријечима de и signare. Према Радомиру Вуковићу (оснивачу часописа КвадАрт): „Дизајн се разликује од уметности у томе што уметник за своје дело одговара само себи, а дизајнер себи и наручиоцу.“
Данас дизајн не представља специфичну професију нити дисциплину јер је појам преширок. Постоје многобројне дисциплине дизајна. Неке од њих су: индустријски дизајн, дизајн ентеријера, графички дизајн, модни дизајн, типографија и сценски дизајн. Развојем технологије и сходно потребама друштва, намећу се нове области дизајна које су тек у зачетку развоја као што су: веб-дизајн, интерактивни дизајн и информациони дизајн. Неки појмови који се често вежу уз дизајн су: ергономија и естетика.
Реч дизајн је прво била кориштена као израз за стварање архитектонског плана кроз итеративни процес скица и макета. Реч дизајн долази од енглеске речи design, а значи цртеж или скица, нека идеја изражена цртежом. Једноставно речено, дизајн је уметничко обликовање предмета за употребу. У свакодневном животу дизајн је присутан свуда око људи, а да често нису ни свесни. Данас се ова реч користи за многа поља и њезино значење обично означава финализовани план рада или крајњи исход провођење неког плана. У обичној примени реч дизајн обухвата све индустријске предмете масовне производње и малосеријске производе, намјештај, одећу, графички изглед страница магазина, изглед корисничког заслона на рачунару.

## Дизајн као процес
Постоје значајна неслагања око тога како дизајнери у многим областима, било аматерски или професионално, самостално или у тимовима, израђују дизајне. Кис Дорст и Јудит Дијкуис, који су и сами дизајнери, тврдили су да „постоји много начина за описивање процеса дизајнирања“ и дискутовали су о „два основна и у основи различита начина“, који имају неколико имена. Превладавајући став назван је „рационални модел“, „решавање техничких проблема“ и „перспектива усмерена на разлог“. Алтернативни поглед назван је „рефлекција у акцији“, „коеволуција“, и „перспектива усмерена на акцију“.

### Рационални модел
Рационални модел независно су развили Херберт А. Сајмон, амерички научник и два немачка теоретичара инжењерског дизајна, Герхард Пахл и Волфганг Бајц. Он постулира:
- Дизајнери покушавају да оптимизују дизајнерског кандидата за позната ограничења и циљеве.
- Процес дизајнирања заснован је на плану.
- Процес дизајнирања се схвата у виду дискретног низа ступњева.

Рационални модел заснован је на рационалистичкој филозофији и темељи се на моделу водопада, животном циклусу развоја система и већини литературе о инжењерском дизајну. Према рационалистичкој филозофији, дизајн се информише истраживањем и знањем на предвидљив и контролисан начин.

## Разлика између ликовних уметности и дизајна
У начелу се и ликовне уметности и дизајн као примењено уметничка дисциплина баве организацијом ликовних елемената (линија, боја, облик, и сл) на дводимензионалној површини (графички дизајн, веб дизајн) или у тродимензионалном простору (архитектонски дизајн, графички дизајн, индустријски дизајн). Стога разлика лежи пре свега у културалном контексту у којем се појављују као особене креативне делатности. Сликарство, кипарство и графика су тако уметничке активности које се одвијају унутар музејско-галеријског система у којем је као примарна наглашена слободна размена уметничких добара, између уметника и публике, односно заједнице. У том смислу, уметности се приписују квалитети спонтаности, експресивности, интимности, тајанствености и сл, свега онога што наглашава њезину непрагматичну, индивидуалистичку, у основи непредвидиву природу.
Супротно томе, културално значење дизајна чврсто је одређено његовим местом у протоку симболичког или финансијског капитала, што значи да се дизајн у савременом друштву углавном појављује у све сложенијем комуникацијском процесу савременог друштва (нпр. графички дизајн новина, плаката, књига или веб дизајн) и у тржишној размени између произвођача и купца (индустријски дизајн). У том смислу, значење дизајна у савременој култури одређује се његовом функционалношћу, комуникативношћу, доступношћу и прецизно одређеним местом у протоку информација, роба и услуга. Данас је строга граница између дизајна и уметности избрисана, јер оба смера поседују свој властити језик, своју историју и своје чврсто место у култури савременог друштва, те се и њихове методе и резултати преклапају и надопуњују.

## Историја дизајна
Предмети су одувек били на неки начин украшавани. У време док није постојала индустријска производња није постојала битна разлика у стварању неког употребног предмета и скулптура, оба су били индивидуални производи. Тако је утицај аутономне фигуративне уметности на стварање употребних предмета био спонтан и логичан.
У тренутку кад се производња мења и постаје  индустријска, обликовање производа престаје бити уметност. Од тада се разликују уникатни предмети (настали уметничким занатима) и индустријски производи (индустријски дизајн). Када су се сврсисходни предмети почели индустријски масовно производити, требало их је ослободити претераних украса којима се прекривала лоша израда или ружна форма. Претераност украса није лепа и назива се кич. Раздобље многобројних изума које још и данас траје започело је у 18. и 19. веку. Изуми су имали у првом реду научну намену и по облику су били „безоблични”, потпуно технолошког карактера (нпр. Белов телефон из 1876, усисивач из 1907, телевизијски пријемник из 1926). Понекад би обликом опонашали управо оне употребне предмете које су ефикасношћу премашили (трамвај на пару који имитира коња и кочију, или аутомобил у облику кочије). Због споја старог и новог ови предмети су изгледали наивно.
Крајем 19. века у Енглеској се јавља идеја о повезивању уметника и индустријске производње како би се улепшали индустријски производи, а уништиле имитације и кич. Спајање „уметности и заната” покренуо је у Енглеској Вилијам Морис (Покрет уметности и занатства) већ крајем 19. века, али су њихови производи били индивидуални и богато декорисани, дакле нису били у складу с модерним настојањима. Под његовим утицајем 1907. у Минхену је основан Немачки савез занатских и индустријских произвођача (Дојчер веркбунд). Једна од струја у том удружењу тежила је стандардизацији (уједначавању) индустријских производа најбоље прилагођених намени, те новим материјалима и техникама. 
Делатност Дојчер веркбунда унапређује и развија Валтер Гропијус, те оснива специјализовану школу за истодобно бављење свим врстама обликовања – Баухаус, 1919. у Вајмару, где су тада на власти били социјалисти (Вајмарска република). У тој школи заједно су деловали уметници и занатлије, а циљ је био да се стамбени простор с намештајем и употребним предметима уједини јединственим духом, функционалношћу и једноставношћу. Према схватању Баухауса, предметима не треба надодавање украса који би скривали или поправљали ружне и безобличне делове, него треба те делове обликовати на леп, уметнички начин и предмет ће бити леп сам по себи. Под утицајем појединих праваца модерне уметности (експресионизма, кубизма и посебно неких грана апстрактне уметности), који су тежили поједностављењем и проналазили нове облике, обликовање употребних предмета добија ново значење – постизање функционалности предмета као креативан чин. Идеје Баухауса поштују се и данас у начелима индустријског дизајна: јединство намене (функције), поштивања материјала и процеса серијске производње.

## Врсте дизајна
Данас се дизајн дели на графички дизајн (налепнице, логотипи, плакати...), индустријски дизајн (машине, аутомобили, кућни апарати...) и текстилни дизајн (материјали и кројеви).
- Архитектонски дизајн
- Графички дизајн
- Индустријски или продукт дизајн
- Текстилни дизајн
- Веб дизајн

## Параметри дизајна
Дизајн, као нова грана људске делатности, је веома сложен. Његова сложеност долази из карактеристике да дизајн делује интегрално, дакле дуж целог тока друштвене репродукције. Интервенције дизајна утичу подједнако на производњу, на дистрибуцију и на потрошњу.
Параметри дизајна су они друштвени, људски, техничко-технолошки и организациони чинитељи који условљавају настанак, развој и напредак индустријског обликовања. Два основна параметра дизајна су: друштвено-економски и културни параметар. Ова два параметра делују дијалектички с дизајном, дакле један другог условљавају. Међутим, колико год је дизајн условљен овим параметрима, толико и дизајн може утицати на развој ових параметара (нпр. проналазак пластике).
По друштвено-економском параметру, задатак дизајнера није само обликовање производа функционалне перфекције него обликовање система и процеса, задовољење људских потреба тако да у креативан процес стварања свог окружења буде укључен сам корисник.
Према културним параметрима дизајна, дизајн производа битно делује на формирање културних и друштвених вредности и ставова корисника који је њиме окружен.
Према друштвено-економском параметру дизајнери нису само појединци или групе људи који плански и наменски износе своје идеје него и сваки човек корисник свог простора у свом окружењу где борави стално или привремено. Свесно или несвесно људи сами дизајнирају свој простор покушавајући да си тим учине свој живот лагоднијим и лепшим. Потреба да човек дизајнира свој простор креће од креирања свог живота јер изграђујући себе и обогаћујући себе он обогаћује и простор у ком живи. Што су људи богати духом и знањем и имају шири поглед на свет то им је простор у коме живе разноврснији са пуно детаља лепих успомена.
„Културни параметри” зависе од потреба друштва и од догађаја и његовој намени где је он ограничен у својој слободи изражавања и самим тим је непотпун. Под културним параметрима се може сматрати и потреба појединца који својим друштвеним потребама и жељом за истицањем личног, користе дизајн свог простора и својих идеја за јавним изражајем, где друштво може да га препозна као доброг и корисног и да га прихвати као део културе и културе живљења.